# Genoa Cricket and Football Club 2024-2025
Questa voce raccoglie le informazioni riguardanti il Genoa Cricket and Football Club nelle competizioni ufficiali della stagione 2024-2025.

## Stagione
La società conferma Gilardino come allenatore. Nel mercato estivo le operazioni più importanti sono le cessioni di Retegui e Guðmundsson rispettivamente ad Atalanta e Fiorentina, mentre gli arrivi sono Gollini, Vitinha (riscattato a titolo definitivo dall'Olympique Marsiglia), Zanoli, Masini, Miretti e Pinamonti, che torna in rossoblu dopo tre stagioni dalla precedente.
All'esordio in campionato il Grifone ferma con sorpresa sul pari l'Inter campione uscente (2-2) e alla successiva è Pinamonti ad espugnare il campo del Monza, in evidente difficoltà. Al momento della sosta nazionali la squadra è decima a pari punti con il neopromosso Parma, a causa della sconfitta interna per mano del Verona (0-2). Alla ripresa dalla prima sosta, i rossoblù inchiodano in extremis la Roma ma la sconfitta in casa del neopromosso Venezia (2-0) apre una catena di disfatte (0-3 con la Juve, 5-1 a Bergamo, 0-3 a Roma con la Lazio) che porteranno il Grifone all’ultimo posto in classifica con 6 punti raccolti in 10 giornate.
In Coppa Italia, esordio assoluto stagionale, i rossoblù accedono ai sedicesimi a discapito della Reggiana, dove incrociano i "cugini" doriani. Il derby, terminato 1-1, viene vinto dai blucerchiati ai rigori in un ambiente funestato da tafferugli prima, durante e dopo la partita.
L'inizio di campionato non entusiasmante, con risultati non soddisfacenti, porta, alla terza sosta di campionato con la Squadra al 17º posto, all'esonero di Gilardino, sostituito dal francese Patrick Vieira, che esordirà al Ferraris con un risultato di 2-2 contro il Cagliari. Nel frattempo, nel tentativo di rimpolpare una rosa devastata da un'impressionante serie d'infortuni, dalla lista gratuita vengono ingaggiati l'ex trequartista del Cagliari Pereiro e l'ex centravanti della nazionale Mario Balotelli, che tenta di rilanciarsi in serie A dopo l'ultima negativa esperienza col Brescia.
Il 18 dicembre 2024 invece si ha uno scossone dal punto di vista societario, dato che la società viene acquisita dall'imprenditore romeno Dan Şucu, già proprietario del Rapid Bucarest, che rileva il 77% delle quote del club rossoblù dal fondo statunitense 777 Partners.
Sotto la guida del nuovo allenatore il Grifone riesce a risollevarsi durante il restante girone d'andata, totalizzando un totale di 10 punti in 7 partite, perdendo solo una partita contro il Napoli primo in classifica e stabilendosi a metà classifica.
A gennaio il portiere Gollini (reduce da un infortunio e nel frattempo sostituito tra i pali da Leali) viene ceduto alla Roma ed è rimpiazzato dallo svizzero Siegrist proveniente dal Rapid Bucarest. Arrivano poi il giovane difensore danese Otoa e l'ala Cornet in prestito dal West Ham, mentre Pereiro (poco impiegato da Vieira al pari di Balotelli) si trasferisce al Bari. Alcuni importanti successi interni sulle dirette concorrenti (tra cui Parma, Monza, Venezia e Lecce) consentono al Genoa di blindare la salvezza con un mese d'anticipo. Il campionato si conclude in bellezza, con un caparbio pareggio per 2-2 sul campo del Napoli (che conquisterà poi il tricolore) e con il successo per 3-1 in casa del Bologna (grazie ad una doppietta del giovane prodotto del vivaio Venturino).

## Divise e sponsor
Vengono mantenuti il fornitore di materiale, Kappa, e lo sponsor ufficiale Pulsee Luce e Gas. Il back sponsor è MSC Crociere, mentre lo sleeve sponsor è Cepsa.
La divisa da trasferta ha fianchi di pantaloni e maglia (fino a sotto le maniche) due strisce rossoblù, presenti anche sulle spalle. La quarta, presentata il 26 marzo, è un omaggio al 120º anniversario del Boca Juniors, la cui tifoseria simpatizza vicendevolmente quella genoana.
| Casa | Trasferta | Terza divisa | Quarta divisa |

## Rosa
Rosa e numerazione aggiornate al 31 ottobre 2024.
| N. |                        | Ruolo | Calciatore                  |
| -- | ---------------------- | ----- | --------------------------- |
| 1  | Italia (bandiera)      | P     | Nicola Leali                |
| 31 | Svizzera (bandiera)    | P     | Benjamin Siegrist           |
| 95 | Italia (bandiera)      | P     | Pierluigi Gollini           |
| 39 | Italia (bandiera)      | P     | Daniele Sommariva           |
| 99 | Austria (bandiera)     | P     | Franz Stolz                 |
| 13 | Italia (bandiera)      | D     | Mattia Bani (vice capitano) |
| 14 | Italia (bandiera)      | D     | Alessandro Vogliacco        |
| 22 | Messico (bandiera)     | D     | Johan Vásquez               |
| 27 | Italia (bandiera)      | D     | Alessandro Marcandalli      |
| 34 | Danimarca (bandiera)   | D     | Sebastian Otoa              |
| 20 | Italia (bandiera)      | D     | Stefano Sabelli             |
| 4  | Belgio (bandiera)      | D     | Koni De Winter              |
| 15 | Inghilterra (bandiera) | D     | Brooke Norton-Cuffy         |
| 59 | Italia (bandiera)      | D     | Alessandro Zanoli           |
| 3  | Spagna (bandiera)      | D     | Aarón Martín                |
| 33 | Uruguay (bandiera)     | D     | Alan Matturro               |
| 69 | Italia (bandiera)      | D     | Honest Ahanor               |
| 47 | Croazia (bandiera)     | C     | Milan Badelj (capitano)     |
| 5  | Camerun (bandiera)     | C     | Jean Onana                  |

| N. |                           | Ruolo | Calciatore         |
| -- | ------------------------- | ----- | ------------------ |
| 2  | Norvegia (bandiera)       | C     | Morten Thorsby     |
| 8  | Norvegia (bandiera)       | C     | Emil Bohinen       |
| 23 | Italia (bandiera)         | C     | Fabio Miretti      |
| 17 | Ucraina (bandiera)        | C     | Ruslan Malinovskyi |
| 32 | Danimarca (bandiera)      | C     | Morten Frendrup    |
| 53 | Israele (bandiera)        | C     | Lior Kassa         |
| 72 | Italia (bandiera)         | C     | Filippo Melegoni   |
| 73 | Italia (bandiera)         | C     | Patrizio Masini    |
| 30 | Paraguay (bandiera)       | C     | Hugo Cuenca        |
| 9  | Portogallo (bandiera)     | A     | Vitinha            |
| 10 | Brasile (bandiera)        | A     | Junior Messias     |
| 11 | Uruguay (bandiera)        | A     | Gastón Pereiro     |
| 18 | Ghana (bandiera)          | A     | Caleb Ekuban       |
| 19 | Italia (bandiera)         | A     | Andrea Pinamonti   |
| 21 | Italia (bandiera)         | A     | Jeff Ekhator       |
| 30 | Nigeria (bandiera)        | A     | David Ankeye       |
| 45 | Italia (bandiera)         | A     | Mario Balotelli    |
| 55 | Italia (bandiera)         | A     | Federico Accornero |
| 70 | Costa d'Avorio (bandiera) | C     | Maxwel Cornet      |
| 76 | Italia (bandiera)         | A     | Lorenzo Venturino  |

## Organigramma societario
Area direttiva
- Presidente: Alberto Zangrillo, dal 13 gennaio 2025 Dan Șucu
- Amministratore Delegato: Andrés Blasquez Ceballos
- Direttore Generale: Flavio Ricciardella
- Direttore Finanziario: Stefano Vincis
- Segretario Generale: Diodato Abagnara
- Responsabile Strategico: Alessandro Galleni

Area sportiva
- Assistente Delegato: Marcel Klos
- Club Manager: Marco Rossi
- Direttore sportivo: Marco Ottolini
- Capo Scouting: Sebastian Arenz
- Direttore sportivo Squadra Primavera:
- Direttore sportivo Squadra Femminile: Marta Carissimi

Area medica
- Responsabile Sanitario: Alessandro Corsini
- Medico Sociale: Francesco Nuccio, Marco Stellatelli
- Fisioterapista: Davide Cornetti, Pietro Cistaro, Matteo Perasso, Federico Campofiorito
- Recupero Infortuni: Luca Vergani, Emanuele Cena

Area tecnica
- Allenatore: Alberto Gilardino, dal 20 novembre 2024 Patrick Vieira
- Vice allenatore: Gaetano Caridi, dal 20 novembre 2024 Kristian Wilson
- Match analyst: Aitor Unzué
- Allenatore portieri: Alessio Scarpi
- Assistente Allenatore portieri: Stefano Raggio Garibaldi
- Assistente Tecnico: Roberto Murgita e Alex Clapham
- Collaboratore Tecnico: Tonda Eckert
- Prepatore Atletico: Alessandro Pilati e Gaspare Picone
- Assistente Preparatore Atletico: Filippo Gatto
- Direttore settore giovanile: Stefano Ghisleni

## Calciomercato

### Sessione estiva(dal 1/7 al 30/8)
| Acquisti         | Acquisti               | Acquisti            | Acquisti                   |
| R.               | Nome                   | Da                  | Modalità                   |
| ---------------- | ---------------------- | ------------------- | -------------------------- |
| A                | Vitinha                | Olympique Marsiglia | riscatto prestito (16 mln) |
| D                | Alessandro Zanoli      | Napoli              | prestito                   |
| P                | Pierluigi Gollini      | Atalanta            | prestito                   |
| D                | Brooke Norton-Cuffy    | Arsenal             | definitivo                 |
| A                | Andrea Pinamonti       | Sassuolo            | prestito                   |
| C                | Fabio Miretti          | Juventus            | prestito                   |
| A                | Kelvin Yeboah          | Standard Liegi      | fine prestito              |
| A                | Massimo Coda           | Cremonese           | fine prestito              |
| A                | Güven Yalçın           | Fatih Karagümrük    | fine prestito              |
| A                | George Pușcaș          | Bari                | fine prestito              |
| A                | Aleksander Buksa       | WSG Tirol           | fine prestito              |
| C                | Mattia Aramu           | Bari                | fine prestito              |
| C                | Filippo Melegoni       | Reggiana            | fine prestito              |
| C                | Manolo Portanova       | Reggiana            | fine prestito              |
| C                | Filip Jagiełło         | Spezia              | fine prestito              |
| A                | Andrea Favilli         | Ternana             | fine prestito              |
| D                | Silvan Hefti           | Montpellier         | fine prestito              |
| D                | Alessandro Marcandalli | Reggiana            | fine prestito              |
| D                | Paolo Gozzi            | Red Star            | fine prestito              |
| D                | Marko Pajac            | Reggiana            | fine prestito              |
| D                | Lennart Czyborra       | PEC Zwolle          | fine prestito              |
| Altre operazioni |                        |                     |                            |
| R.               | Nome                   | Da                  | Modalità                   |
| C                | Lior Kasa              | Maccabi Haifa       | prestito                   |
| D                | Gabriele Calvani       | Pontedera           | fine prestito              |
| C                | Patrizio Masini        | Ascoli              | fine prestito              |
| A                | Federico Accornero     | Pescara             | fine prestito              |
| D                | Brayan Boci            | Legnago             | fine prestito              |
| C                | Luca Chierico          | Gubbio              | fine prestito              |
| C                | Daniel Fossati         | Sestri Levante      | fine prestito              |
| A                | Elia Petrelli          | Pro Sesto           | fine prestito              |
| A                | Lorenzo Gagliardi      | Pontedera           | fine prestito              |

| Cessioni         | Cessioni           | Cessioni       | Cessioni                                       |
| R.               | Nome               | A              | Modalità                                       |
| ---------------- | ------------------ | -------------- | ---------------------------------------------- |
| P                | Josep Martinez     | Inter          | definitivo (13,5 mln)                          |
| A                | Güven Yalçın       | Arouca         | prestito                                       |
| A                | Mateo Retegui      | Atalanta       | definitivo (22 mln + 3 mln bonus)              |
| A                | Albert Guðmundsson | Fiorentina     | prestito (8 mln) con diritto riscatto (17 mln) |
| D                | Silvan Hefti       | Amburgo        | definitivo                                     |
| D                | Paolo Gozzi        | Troyes         | definitivo                                     |
| D                | Marko Pajač        |                | rescissione contratto                          |
| C                | Kevin Strootman    |                | svincolato                                     |
| C                | Mattia Aramu       | Mantova        | prestito                                       |
| C                | Manolo Portanova   | Reggiana       | prestito                                       |
| C                | Filip Jagiełło     | Lech Poznań    | definitivo                                     |
| A                | George Pușcaș      | Bodrumspor     | definitivo                                     |
| A                | Andrea Favilli     | Bari           | prestito                                       |
| A                | Kelvin Yeboah      | Minnesota Utd  | definitivo                                     |
| A                | Massimo Coda       | Sampdoria      | definitivo                                     |
| D                | Djed Spence        | Tottenham      | fine prestito                                  |
| D                | Giorgio Cittadini  | Atalanta       | fine prestito                                  |
| D                | Ridgeciano Haps    | Venezia        | fine prestito                                  |
| D                | Lennart Czyborra   | WSG Tirol      | prestito                                       |
| A                | Aleksander Buksa   | Górnik Zabrze  | definitivo                                     |
| Altre operazioni |                    |                |                                                |
| R.               | Nome               | A              | Modalità                                       |
| D                | Brayan Boci        | Feralpisalò    | definitivo                                     |
| A                | Yoan Bornosuzov    | CSKA Sofia     | definitivo                                     |
| D                | Gabriele Calvani   | Brescia        | prestito                                       |
| A                | Seydou Fini        | Excelsior      | prestito                                       |
| A                | Elia Petrelli      | Forlì          | prestito                                       |
| D                | Federico Valietti  | Trapani        | prestito                                       |
| D                | Tommaso Pittino    | Sestri Levante | prestito                                       |

### Operazioni esterne alle sessioni
| Acquisti | Acquisti        | Acquisti | Acquisti   |
| R.       | Nome            | da       | Modalità   |
| -------- | --------------- | -------- | ---------- |
| A        | Mario Balotelli |          | svincolato |
| A        | Gastón Pereiro  |          | svincolato |

### Sessione invernale(dal 2/1 al 2/2)
| Acquisti | Acquisti          | Acquisti       | Acquisti   |
| R.       | Nome              | da             | Modalità   |
| -------- | ----------------- | -------------- | ---------- |
| D        | Sebastian Otoa    | Aalborg        | definitivo |
| C        | Maxwel Cornet     | West Ham Utd   | prestito   |
| P        | Benjamin Siegrist | Rapid Bucarest | prestito   |
| C        | Jean Onana        | Beşiktaş       | prestito   |
| A        | Mikael Ellertsson | Venezia        | definitivo |
| C        | Hugo Cuenca       | Milan Futuro   | definitivo |

| Cessioni | Cessioni               | Cessioni       | Cessioni      |
| R.       | Nome                   | a              | Modalità      |
| -------- | ---------------------- | -------------- | ------------- |
| D        | Alessandro Vogliacco   | Parma          | prestito      |
| P        | Pierluigi Gollini      | Atalanta       | fine prestito |
| A        | David Ankeye           | Rapid Bucarest | prestito      |
| C        | Filippo Melegoni       | Carrarese      | definitivo    |
| C        | Gastón Pereiro         | Bari           | definitivo    |
| C        | Emil Bohinen           | Frosinone      | prestito      |
| D        | Alessandro Marcandalli | Venezia        | prestito      |
| A        | Federico Accornero     | Trento         | prestito      |
| A        | Mikael Ellertsson      | Venezia        | prestito      |
| P        | Franz Stolz            | Rapid Bucarest | prestito      |

## Risultati

### Serie A

#### Girone di andata
| Arbitro: | Feliciani (Teramo) |

|                             |           |                 |
| Vogliacco 20’ Messias 90+5’ | Marcatori | 30’, 82’ Thuram |

| Arbitro: | Mariani (Aprilia) |

|  |           |                 |
|  | Marcatori | 45+7’ Pinamonti |

| Arbitro: | Ayroldi (Molfetta) |

|  |           |                                     |
|  | Marcatori | 55’ Tchatchoua 64’ (rig.) Tengstedt |

| Arbitro: | Giua (Olbia) |

|                 |           |            |
| De Winter 90+6’ | Marcatori | 37’ Dovbyk |

| Arbitro: | Marchetti (Ostia Lido) |

|                          |           |  |
| Busio 63’ Pohjanpalo 85’ | Marcatori |  |

| Arbitro: | Colombo (Como) |

|  |           |                                        |
|  | Marcatori | 48’ (rig.), 55’ Vlahović 89’ Conceição |

| Arbitro: | Chiffi (Padova) |

|                                                      |           |             |
| Retegui 24’, 50’, 74’ (rig.) Éderson 60’ De Roon 80’ | Marcatori | 83’ Ekhator |

| Arbitro: | Doveri (Roma 1) |

|                    |           |                          |
| Pinamonti 73’, 85’ | Marcatori | 37’ Orsolini 56’ Odgaard |

| Arbitro: | Piccinini (Forlì) |

|                                   |           |  |
| Noslin 21’ Pedro 86’ Vecino 90+5’ | Marcatori |  |

| Arbitro: | Chiffi (Padova) |

|  |           |            |
|  | Marcatori | 72’ Gosens |

| Arbitro: | Guida (Torre Annunziata) |

|  |           |               |
|  | Marcatori | 79’ Pinamonti |

| Arbitro: | Rapuano (Rimini) |

|                 |           |              |
| Vogliacco 90+2’ | Marcatori | 17’ Da Cunha |

| Arbitro: | Sozza (Seregno) |

|                          |           |                                    |
| Frendrup 12’ Miretti 59’ | Marcatori | 8’ (rig.) Marin 88’ (rig.) Piccoli |

| Arbitro: | Aureliano (Bologna) |

|  |           |                                    |
|  | Marcatori | 13’ Pinamonti 68’ (aut.) Giannetti |

| Genova 7 dicembre 2024, ore 15:00 CET 15ª giornata | Genoa              | 0 – 0 referto | Torino | Stadio Luigi Ferraris (32 363 spett.)\| Arbitro: \| Marinelli (Tivoli) \| |
| Arbitro:                                           | Marinelli (Tivoli) |               |        |                                                                           |

| Milano 15 dicembre 2024, ore 20:45 CET 16ª giornata | Milan                    | 0 – 0 referto | Genoa | Stadio Giuseppe Meazza (70 078 spett.)\| Arbitro: \| Guida (Torre Annunziata) \| |
| Arbitro:                                            | Guida (Torre Annunziata) |               |       |                                                                                  |

| Arbitro: | La Penna (Roma 1) |

|               |           |                           |
| Pinamonti 51’ | Marcatori | 15’ Anguissa 23’ Rrahmani |

| Arbitro: | Rapuano (Rimini) |

|              |           |                       |
| Esposito 74’ | Marcatori | 46’ Badelj 68’ Ekuban |

| Lecce 5 gennaio 2025, ore 12:30 CET 19ª giornata | Lecce              | 0 – 0 referto | Genoa | Stadio Via del mare (26 436 spett.)\| Arbitro: \| Marinelli (Tivoli) \| |
| Arbitro:                                         | Marinelli (Tivoli) |               |       |                                                                         |

#### Girone di ritorno
| Arbitro: | Colombo (Como) |

|              |           |  |
| Frendrup 65’ | Marcatori |  |

| Arbitro: | Zufferli (Udine) |

|                                             |           |            |
| Dovbyk 25’ El Shaarawy 60’ Leali 73’ (aut.) | Marcatori | 33’ Masini |

| Arbitro: | Doveri (Roma 1) |

|                           |           |  |
| De Winter 61’ Vásquez 84’ | Marcatori |  |

| Arbitro: | Collu (Cagliari) |

|                         |           |               |
| Kean 9’ Guðmundsson 30’ | Marcatori | 55’ De Winter |

| Arbitro: | Feliciani (Teramo) |

|                      |           |               |
| Thorsby 45+2’ (aut.) | Marcatori | 68’ Pinamonti |

| Arbitro: | Marinelli (Tivoli) |

|                          |           |  |
| Pinamonti 82’ Cornet 86’ | Marcatori |  |

| Arbitro: | Piccinini (Forlì) |

|                 |           |  |
| L. Martínez 78’ | Marcatori |  |

| Arbitro: | Massa (Imperia) |

|                |           |            |
| J. Vásquez 81’ | Marcatori | 36’ Grassi |

| Arbitro: | Fabbri (Ravenna) |

|           |           |            |
| Viola 18’ | Marcatori | 47’ Cornet |

| Arbitro: | Maresca (Napoli) |

|                    |           |                     |
| Miretti 18’, 45+2’ | Marcatori | 68’ (rig.) Krstović |

| Arbitro: | Rapuano (Rimini) |

|            |           |  |
| Yıldız 25’ | Marcatori |  |

| Arbitro: | Perenzoni (Rovereto) |

|            |           |  |
| Zanoli 77’ | Marcatori |  |

| Verona 13 aprile 2025, ore 15:00 CEST 32ª giornata | Verona                 | 0 – 0 referto | Genoa | Stadio Marcantonio Bentegodi (27 724 spett.)\| Arbitro: \| Marchetti (Ostia Lido) \| |
| Arbitro:                                           | Marchetti (Ostia Lido) |               |       |                                                                                      |

| Arbitro: | Ayroldi (Molfetta) |

|  |           |                         |
|  | Marcatori | 32’ Castellanos 65’ Dia |

| Arbitro: | Arena (Torre del Greco) |

|               |           |  |
| Strefezza 59’ | Marcatori |  |

| Arbitro: | Collu (Cagliari) |

|             |           |                              |
| Vitinha 61’ | Marcatori | 76’ Leão 77’ (aut.) Frendrup |

| Arbitro: | Piccinini (Forlì) |

|                          |           |                              |
| Lukaku 15’ Raspadori 64’ | Marcatori | 32’ (aut.) Meret 84’ Vásquez |

| Arbitro: | Ghersini (Genova) |

|                    |           |                                      |
| Pinamonti 37’, 58’ | Marcatori | 47’ Sulemana 63’ Maldini 89’ Retegui |

| Arbitro: | Monaldi (Macerata) |

|              |           |                                |
| Orsolini 64’ | Marcatori | 17’ Vitinha 26’, 43’ Venturino |

### Coppa Italia

#### Turni eliminatori
| Arbitro: | Di Marco (Ciampino) |

|             |           |  |
| Messias 65’ | Marcatori |  |

| Arbitro: | La Penna (Roma 1) |

|                                                        |                      |                                                             |
| Pinamonti 9’                                           | Marcatori            | 83’ Borini                                                  |
| Miretti Bani Bohinen Vásquez Vogliacco Frendrup Zanoli | Tiri di rigore 5 – 6 | Borini Bereszyński Benedetti Depaoli Tutino Sekulov Barreca |

## Statistiche finali

### Statistiche di squadra
Statistiche aggiornate al 24 maggio 2025
| Competizione | Punti | In casa | In casa | In casa | In casa | In casa | In casa | In trasferta | In trasferta | In trasferta | In trasferta | In trasferta | In trasferta | Totale | Totale | Totale | Totale | Totale | Totale | DR  |
| Competizione | Punti | G       | V       | N       | P       | Gf      | Gs      | G            | V            | N            | P            | Gf           | Gs           | G      | V      | N      | P      | Gf     | Gs     | DR  |
| ------------ | ----- | ------- | ------- | ------- | ------- | ------- | ------- | ------------ | ------------ | ------------ | ------------ | ------------ | ------------ | ------ | ------ | ------ | ------ | ------ | ------ | --- |
| Serie A      | 43    | 19      | 5       | 7       | 7       | 21      | 25      | 19           | 5            | 6            | 8            | 16           | 24           | 38     | 10     | 13     | 15     | 37     | 49     | -12 |
| Coppa Italia | -     | 2       | 1       | 1       | 0       | 2       | 1       | 0            | 0            | 0            | 0            | 0            | 0            | 2      | 1      | 1      | 0      | 2      | 1      | +1  |
| Totale       | -     | 21      | 6       | 8       | 7       | 22      | 26      | 19           | 5            | 6            | 8            | 16           | 24           | 40     | 11     | 14     | 15     | 39     | 50     | -11 |

### Andamento in campionato
| Giornata  | 1 | 2 | 3 | 4  | 5  | 6  | 7  | 8  | 9  | 10 | 11 | 12 | 13 | 14 | 15 | 16 | 17 | 18 | 19 | 20 | 21 | 22 | 23 | 24 | 25 | 26 | 27 | 28 | 29 | 30 | 31 | 32 | 33 | 34 | 35 | 36 | 37 | 38 |
| --------- | - | - | - | -- | -- | -- | -- | -- | -- | -- | -- | -- | -- | -- | -- | -- | -- | -- | -- | -- | -- | -- | -- | -- | -- | -- | -- | -- | -- | -- | -- | -- | -- | -- | -- | -- | -- | -- |
| Luogo     | C | T | C | C  | T  | C  | T  | C  | T  | C  | T  | C  | C  | T  | C  | T  | C  | T  | T  | C  | T  | C  | T  | T  | C  | T  | C  | T  | C  | T  | C  | T  | C  | T  | C  | T  | C  | T  |
| Risultato | N | V | P | N  | P  | P  | P  | N  | P  | P  | V  | N  | N  | V  | N  | N  | P  | V  | N  | V  | P  | V  | P  | N  | V  | P  | N  | N  | V  | P  | V  | N  | P  | P  | P  | N  | P  | V  |
| Posizione | 5 | 2 | 8 | 10 | 14 | 15 | 17 | 18 | 18 | 20 | 17 | 17 | 17 | 14 | 14 | 13 | 13 | 13 | 13 | 11 | 12 | 12 | 12 | 12 | 11 | 12 | 12 | 12 | 12 | 12 | 12 | 12 | 13 | 13 | 13 | 13 | 13 | 13 |

Fonte:  Serie A, su calcio.com.
Legenda:

Luogo: C = Casa; T = Trasferta. Risultato: V = Vittoria; N = Pareggio; P = Sconfitta.

### Statistiche dei giocatori
- Statistiche aggiornate al 23 maggio 2025
- NB: per i portieri vengono contate le reti subite

| Giocatore       | Serie A  | Serie A | Serie A     | Serie A    | Coppa Italia | Coppa Italia | Coppa Italia | Coppa Italia | Totale   | Totale | Totale      | Totale     |
| Giocatore       | Presenze | Reti    | Ammonizioni | Espulsioni | Presenze     | Reti         | Ammonizioni  | Espulsioni   | Presenze | Reti   | Ammonizioni | Espulsioni |
| --------------- | -------- | ------- | ----------- | ---------- | ------------ | ------------ | ------------ | ------------ | -------- | ------ | ----------- | ---------- |
| P. Gollini      | 7        | -15     | 1           | 0          | 0            | 0            | 0            | 0            | 7        | -15    | 1           | 0          |
| N. Leali        | 29       | -31     | 1           | 0          | 2            | -1           | 0            | 0            | 31       | -32    | 1           | 0          |
| B. Siegrist     | 2        | -3      | 0           | 0          | 0            | 0            | 0            | 0            | 2        | -3     | 0           | 0          |
| D. Sommariva    | 1        | -0      | 0           | 0          | 0            | 0            | 0            | 0            | 1        | 0      | 0           | 0          |
| F. Stolz        | 0        | 0       | 0           | 0          | 0            | 0            | 0            | 0            | 0        | 0      | 0           | 0          |
| A. Martín       | 36       | 0       | 5           | 0          | 2            | 0            | 0            | 0            | 38       | 0      | 5           | 0          |
| A. Matturro     | 13       | 0       | 2           | 0          | 1            | 0            | 0            | 0            | 14       | 0      | 2           | 0          |
| M. Bani         | 20       | 0       | 3           | 0          | 2            | 0            | 1            | 0            | 22       | 0      | 4           | 0          |
| A. Marcandalli  | 2        | 0       | 0           | 0          | 0            | 0            | 0            | 0            | 2        | 0      | 0           | 0          |
| J. Vásquez      | 36       | 3       | 9           | 0          | 1            | 0            | 1            | 0            | 37       | 3      | 10          | 0          |
| S. Otoa         | 3        | 0       | 1           | 1          | 0            | 0            | 0            | 0            | 3        | 0      | 1           | 1          |
| A. Vogliacco    | 12       | 2       | 3           | 0          | 2            | 0            | 0            | 0            | 14       | 2      | 3           | 0          |
| K. De Winter    | 25       | 3       | 6           | 0          | 1            | 0            | 1            | 0            | 26       | 3      | 7           | 0          |
| H. Ahanor       | 6        | 0       | 0           | 0          | 0            | 0            | 0            | 0            | 6        | 0      | 0           | 0          |
| A. Zanoli       | 31       | 1       | 3           | 0          | 2            | 0            | 0            | 0            | 33       | 1      | 3           | 0          |
| S. Sabelli      | 33       | 0       | 2           | 0          | 2            | 0            | 0            | 0            | 35       | 0      | 2           | 0          |
| B. Norton-Cuffy | 14       | 0       | 0           | 0          | 0            | 0            | 0            | 0            | 14       | 0      | 0           | 0          |
| M. Frendrup     | 35       | 2       | 5           | 0          | 2            | 0            | 0            | 0            | 37       | 2      | 5           | 0          |
| M. Thorsby      | 30       | 0       | 6           | 0          | 2            | 0            | 0            | 0            | 32       | 0      | 6           | 0          |
| F. Miretti      | 25       | 3       | 2           | 0          | 1            | 0            | 0            | 0            | 26       | 3      | 2           | 0          |
| L. Kasa         | 8        | 0       | 2           | 0          | 0            | 0            | 0            | 0            | 8        | 0      | 2           | 0          |
| E. Bohinen      | 3        | 0       | 0           | 0          | 1            | 0            | 0            | 0            | 4        | 0      | 0           | 0          |
| F. Melegoni     | 3        | 0       | 0           | 0          | 0            | 0            | 0            | 0            | 3        | 0      | 0           | 0          |
| P. Masini       | 25       | 1       | 3           | 0          | 0            | 0            | 0            | 0            | 25       | 1      | 3           | 0          |
| M. Badelj       | 22       | 1       | 2           | 0          | 2            | 0            | 2            | 0            | 24       | 1      | 4           | 0          |
| J. Onana        | 9        | 0       | 1           | 0          | 0            | 0            | 0            | 0            | 9        | 0      | 1           | 0          |
| F. Accornero    | 1        | 0       | 0           | 0          | 0            | 0            | 0            | 0            | 1        | 0      | 0           | 0          |
| M. Cornet       | 7        | 2       | 0           | 0          | 0            | 0            | 0            | 0            | 7        | 2      | 0           | 0          |
| R. Malinovskyi  | 9        | 0       | 2           | 0          | 1            | 0            | 0            | 0            | 10       | 0      | 2           | 0          |
| J. Messias      | 17       | 1       | 1           | 0          | 1            | 1            | 0            | 0            | 18       | 2      | 1           | 0          |
| M. Balotelli    | 6        | 0       | 2           | 0          | 0            | 0            | 0            | 0            | 6        | 0      | 2           | 0          |
| C. Ekuban       | 18       | 1       | 1           | 0          | 0            | 0            | 0            | 0            | 18       | 1      | 1           | 0          |
| H. Cuenca       | 0        | 0       | 0           | 0          | 0            | 0            | 0            | 0            | 0        | 0      | 0           | 0          |
| G. Pereiro      | 2        | 0       | 0           | 0          | 0            | 0            | 0            | 0            | 2        | 0      | 0           | 0          |
| A. Pinamonti    | 36       | 10      | 4           | 0          | 1            | 1            | 0            | 0            | 37       | 11     | 4           | 0          |
| J. Ekhator      | 24       | 1       | 1           | 0          | 1            | 0            | 0            | 0            | 25       | 1      | 1           | 0          |
| S. Fini         | 0        | 0       | 0           | 0          | 1            | 0            | 0            | 0            | 1        | 0      | 0           | 0          |
| D. Ankeye       | 4        | 0       | 0           | 0          | 1            | 0            | 0            | 0            | 5        | 0      | 0           | 0          |
| L. Venturino    | 6        | 2       | 0           | 0          | 0            | 0            | 0            | 0            | 6        | 2      | 0           | 0          |
| V. Vitinha      | 25       | 2       | 1           | 0          | 2            | 0            | 1            | 0            | 27       | 2      | 2           | 0          |